# Katedra św. Eliasza w Aleppo (prawosławna)
Katedra św. Eliasza – katedra w Aleppo, główna świątynia metropolii Aleppo Prawosławnego Patriarchatu Antiocheńskiego. Położona jest w północnej części miasta. Powstała w 2000 r.

## Architektura
Cerkiew murowana, o dwuwieżowej fasadzie, zwieńczona kopułą.